# نیروگاه آزمایشی دمو

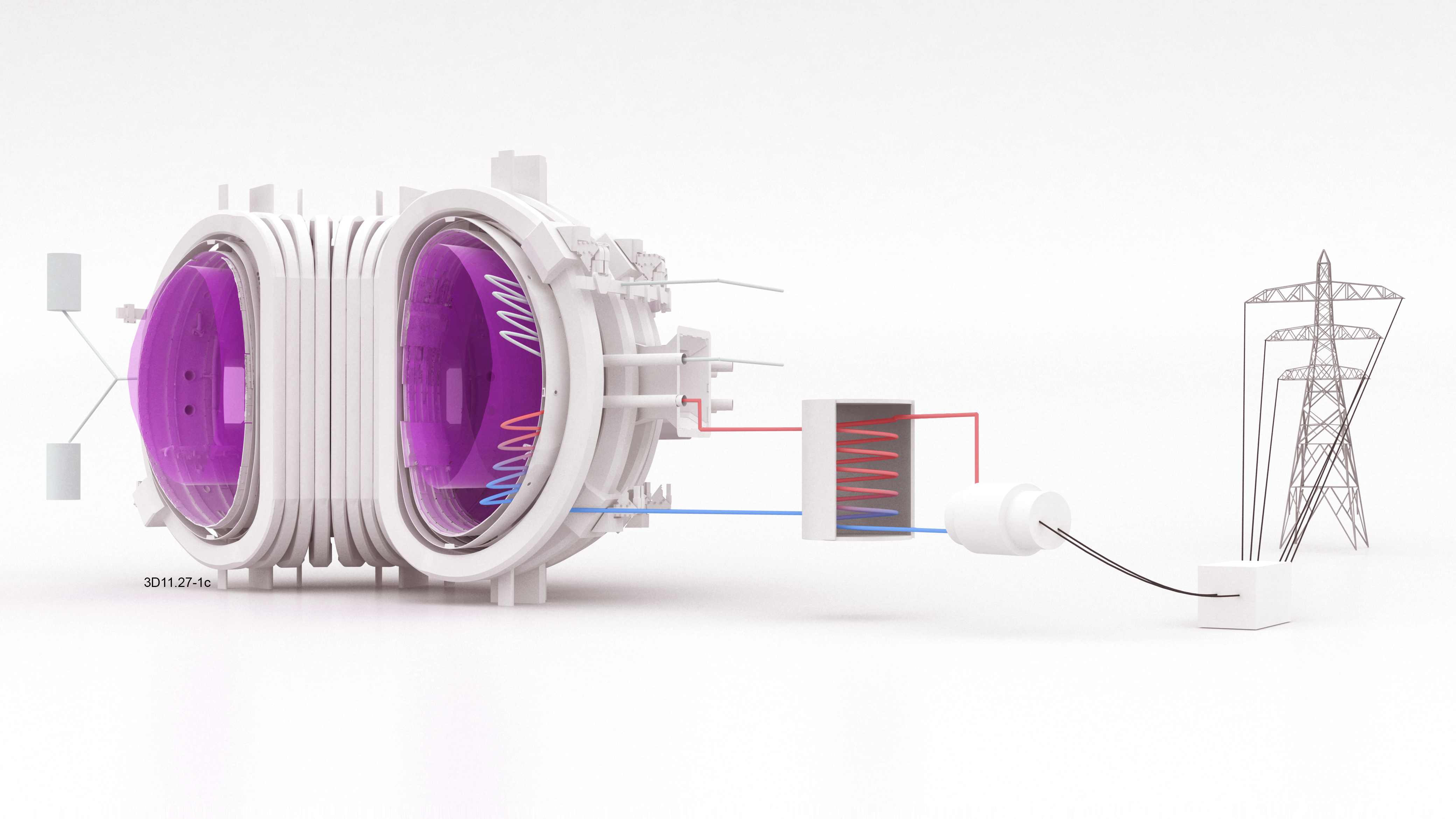
طرح مفهومی DEMO متصل به شبکه برق

نیروگاه آزمایشی دمو (انگلیسی: DEMOnstration Power Plant) یا DEMO به دسته‌ای از رآکتورهای آزمایشی همجوشی هسته‌ای اشاره دارد که هدف آن‌ها نمایش نسبت انرژی تولیدشده به مصرف‌شده در فرایند همجوشی هسته‌ای است. اکثر شرکای رآکتور گرماهسته‌ای آزمایشی بین‌المللی (ITER) برنامه‌هایی برای ساخت رآکتورهای کلاس دمو خود را دارند. به‌جز اتحادیه اروپا و ژاپن، هیچ برنامه‌ای برای همکاری بین‌المللی در این زمینه مشابه همکاری‌های صورت‌گرفته در پروژه ITER وجود ندارد.
برنامه‌های مربوط به رآکتورهای کلاس دمو قرار است بر پایه دستاوردهای رآکتور گرماهسته‌ای آزمایشی بین‌المللی ساخته شوند.

## طرح‌ها
شناخته‌شده‌ترین و مستندترین طراحی رآکتور کلاس DEMO مربوط به اتحادیه اروپا است. پارامترهای زیر به عنوان مبنای مطالعات طراحی مورد استفاده قرار گرفته‌اند:
- رآکتور EU DEMO باید به‌طور مداوم حداقل ۲۰۰۰ مگاوات (۲ وات) قدرت همجوشی تولید کند.
- توان تولیدی آن ۲۵ برابر بیشتر از توان مورد نیاز برای رسیدن به نقطه تعادل علمی (scientific breakeven) باشد؛ این مقدار شامل توان مورد نیاز برای راه‌اندازی رآکتور نمی‌شود. طراحی EU DEMO که ۲ تا ۴ گیگاوات توان حرارتی تولید می‌کند، در مقیاس یک ایستگاه مدرن توان الکتریکی خواهد بود.[۵]

با این حال، مقدار نامی توربین بخار این رآکتور ۷۹۰ مگاوات است که پس از کاهش ۵ درصدی به دلیل انتقال توان از توربین به ژنراتور سنکرون، مقدار نامی خروجی توان الکتریکی تقریباً به ۷۵۰ مگاوات می‌رسد.
این جدول مقایسه‌ای از پروژه‌های مختلف همجوشی هسته‌ای و عملکرد آنها به شرح زیر است:
| پروژه                               | ورودی حرارتی تزریقی | خروجی حرارتی ناخالص | ضریب افزایش انرژی همجوشی |
| ----------------------------------- | ------------------- | ------------------- | ------------------------ |
| JET                                 | ۲۴ مگاوات           | ۱۶ مگاوات           | ۰٫۶                      |
| رآکتور گرماهسته‌ای آزمایشی بین‌المللی | ۵۰ مگاوات           | ۵۰۰ مگاوات          | ۱۰                       |
| EU DEMO                             | ۸۰ مگاوات           | ۲۰۰۰ مگاوات         | ۲۵                       |

برای دستیابی به اهداف خود، اگر از طراحی معمولی توکاماک استفاده شود، رآکتور DEMO باید ابعاد خطسانی آن حدود ۱۵٪ بزرگتر از ITER باشد و چگالی پلاسما (فیزیک) آن حدود ۳۰٪ بیشتر از ITER باشد. طبق جدول زمانی از EUROfusion، راه‌اندازی این رآکتور برای سال ۲۰۵۱ برنامه‌ریزی شده است.
برآورد شده است که رآکتورهای تجاری همجوشی بعدی ممکن است با هزینه‌ای حدود یک چهارم هزینه DEMO ساخته شوند. با این حال، تجربه ITER نشان می‌دهد که توسعه فناوری توکاماک مبتنی بر چند میلیارد دلار آمریکا برای تولید ایستگاه‌های تولید قدرت همجوشی که بتوانند با فناوری‌های انرژی غیرهمجوشی رقابت کنند، احتمالاً با مشکل «دره مرگ» در سرمایه‌گذاری خطرپذیر مواجه خواهد شد؛ به عبارت دیگر، سرمایه‌گذاری ناکافی برای فراتر رفتن از نمونه‌های اولیه، زیرا توکاماک‌های DEMO نیاز به توسعه زنجیره‌های تأمین جدید دارند و همچنین نیروی کار زیادی می‌طلبند. همچنین این رآکتورها نیازی به نیروی کار فراوان دارند.

## موقعیت دمو در توسعه انرژی همجوشی
طبق گزارش نهایی کمیته طرح استراتژیک برای تحقیقات پلاسمای سوختی ایالات متحده در سال ۲۰۱۹، به نظر می‌رسد که «یک دستگاه بزرگ DEMO دیگر به عنوان هدف بلندمدت بهترین گزینه برای برنامه ایالات متحده نیست. در عوض، نوآوری‌های علمی و فناوری و علاقه و پتانسیل روزافزون برای پروژه‌های بخش خصوصی در زمینه پیشبرد مفاهیم و فناوری‌های انرژی همجوشی، نشان می‌دهد که تأسیسات کوچک‌تر و فشرده‌تر می‌توانند مشارکت صنعتی بیشتری جلب کرده و زمان و هزینه مسیر توسعه انرژی همجوشی تجاری را کاهش دهند». چند شرکت بخش خصوصی اکنون در تلاشند تا رآکتورهای همجوشی خود را طبق جدول زمانی نقشه‌راه DEMO توسعه دهند.
به نظر می‌رسد ایالات متحده در حال کار بر روی یک یا چند رآکتور همجوشی کلاس DEMO به صورت اشتراکی است.
اعلامیه ۳ اکتبر ۲۰۱۹ آژانس انرژی هسته‌ای بریتانیا در مورد رآکتور متصل به شبکه توکاماک کروی برای تولید انرژی (STEP) برای سال ۲۰۴۰، نشان می‌دهد که دستگاهی با فاز ترکیبی DEMO/PROTO به نظر می‌رسد که برای پیشی گرفتن از زمان‌بندی ITER طراحی شده است. دستگاه پیشنهادی چین CFETR، یک رآکتور تولیدکننده گیگاوات متصل به شبکه، با زمان‌بندی DEMO هم‌پوشانی دارد. ژاپن همچنین برنامه‌هایی برای رآکتور DEMO به نام JA-DEMO از طریق JT-60 به‌روزرسانی‌شده خود دارد. همان‌طور که کره جنوبی (K-DEMO) نیز چنین برنامه‌ای دارد.
در نوامبر ۲۰۲۰، یک پانل متخصص مستقل طراحی و تحقیقات و توسعه یوروفیوژن در مورد نیروگاه آزمایشی دمو اتحادیه اروپا را مورد بررسی قرار داد و یوروفیوژن تأیید کرد که با گام بعدی نقشه‌راه خود به سمت انرژی همجوشی پیش می‌رود، یعنی طراحی مفهومی یک دستگاه نیروگاه آزمایشی دمو در همکاری با جامعه و صنعت همجوشی اروپا، که به نظر می‌رسد دستگاهی در فاز دمو با پشتیبانی اتحادیه اروپا باشد و به‌طور رسمی نام DEMO را به خود بگیرد.
در ژوئن ۲۰۲۱، General Fusion اعلام کرد که پیشنهاد دولت بریتانیا برای میزبانی اولین کارخانه قابل توجه شراکت عمومی-خصوصی همجوشی در جهان در مرکز انرژی فیوژن کولهام را پذیرفته است. ساخت این کارخانه از سال ۲۰۲۲ تا ۲۰۲۵ انجام خواهد شد و هدف آن پیش‌گامی برای کارخانه‌های آزمایشی تجاری در اواخر دهه ۲۰۲۰ است. این کارخانه ۷۰٪ اندازه کامل خواهد بود و انتظار می‌رود که به پلاسما با دمای ۱۵۰ میلیون درجه برسد.